# Wedge Tomb von Gortakeeran

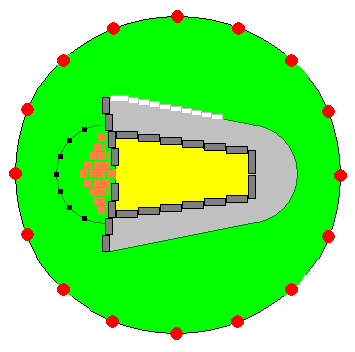
Prinzipskizze Wedge Tomb am Beispiel von Island

Das Wedge Tomb von Gortakeeran liegt auf einem Kamm im Townland Gortakeeran, (irisch Gort an Chaorthainn, „Feld der Ebereschen“) nördlich des Owenboy River (An Abhainn Bhuí, „gelber Fluss“) etwa 2,5 km westlich von Coolaney an den östlichen Hängen der Ox Mountains im County Sligo in Irland. 
Wedge Tombs (deutsch „Keilgräber“), früher auch wedge-shaped gallery graves genannt, sind doppelwandige, ganglose, mehrheitlich ungegliederte Megalithanlagen der späten Jungsteinzeit und der frühen Bronzezeit.
Das fast intakte, nach nordost-südwest-orientierte Wedge Tomb ist auf den OS-Karten als „Gigantengrab“ markiert und besteht aus einer gut erhaltenen Galerie von etwa 14,0 m Außenlänge, die zu beiden Seiten von den Resten der Außenmauern flankiert wird. Sie öffnet sich zu einer flachen Fassade im Westen, wo die Vorderseite des Denkmals in eine Feldgrenze integriert ist. Die Galerie ist durch einen Seitenpfeiler in eine Vorkammer von 1,6 m Länge und 1,4 m Breite und die etwa 7,0 m lange Hauptkammer, vorne etwa 1,7 m breit und sich zum Endstein hin bis auf 1,0 m verjüngend, unterteilt. Die Hauptkammer hat auf der Nordseite acht und auf der Südseite sechs Seitensteine und nimmt in der Höhe von Westen nach Osten ab. Ein Deckstein deckt die Vorkammer und ein anderer die Rückseite. Zwischen ihnen fehlen drei Decksteine, die neben der Galerie liegen. Drei äußere Wandsteine auf der Nordseite grenzen an den nördlichen Fassadenstein. Ein einzelner Wandstein steht auf der Südseite, etwa einen Meter hinter der Vorderseite der Kammer. Die Feldgrenze birgt wahrscheinlich Überreste des Cairns.
In der Nähe liegen das Ringfort und das Wedge Tomb von Cabragh.